# Пфалц-Ноймаркт
Пфалц-Ноймаркт (на немски: Pfalz-Neumarkt) е пфалцграфство на Свещената Римска империя от 1410 до 1448 г. със столица Ноймаркт в Горен Пфалц и странична линия на род Вителсбахи. Първият владетел е Йохан фон Пфалц-Ноймаркт, херцог в Бавария и пфалцграф при Рейн.

## История
Пфалцската линия на Вителсбахите се разделя след смъртта на курфюрст Рупрехт III фон дер Пфалц през 1410 г. на четири линии: вторият му син Йохан основава линията Пфалц-Ноймаркт.
Йохан е наследен след смъртта му през 1443 г. от синът му Христоф фон Пфалц-Ноймаркт, който след свалянето на чичо му Ерик VII през 1439 г. става крал на Дания, Швеция и Норвегия (Калмарска уния). Христоф умира бездетен през 1448 г. и Вителсбахската линия Пфалц-Ноймаркт прекъсва. Територията Пфалц-Ноймаркт отива на неговия чичо Ото I фон Пфалц-Мозбах, и заедно с неговата територия Пфалц-Мозбах се образува Пфалцграфство Пфалц-Мозбах-Ноймаркт.